# Signo Solar
Signo Solar est un album du groupe portugais Flor-de-Lis qui est sorti le 26 avril 2010.
Quelques paroles de cet album sont des adaptations de poésies de poètes portugais, comme Eugénio de Andrade et Ary dos Santos, ainsi que de l'écrivain portugais Miguel Torga.
Cet album contient les bonus track :
- Todas as ruas do Amor - musique ayant gagné le Festival RTP da Canção de 2009.
- Obrigado - en duo avec Paulo de Carvalho.

## Liste des titres
| No  | Titre                                                           | Paroles | Musique | Durée |
| --- | --------------------------------------------------------------- | --- | --- | ----- |
| 1.  | Lisboa Tropical                                                 | Daniela Varela | Daniela Varela,Ana Sofia Campeã, Jorge Marques, José Camacho, Paulo Pereira, Pedro Marques, Rolando Amaral | 3:31  |
| 2.  | Todas as ruas do amor                                           | Pedro Marques | Paulo Pereira, Pedro Marques                                                                               | 4:13  |
| 3.  | Valsa da Noite                                                  | Daniela Varela | Daniela Varela,Ana Sofia Campeã, Jorge Marques, José Camacho, Paulo Pereira, Pedro Marques, Rolando Amaral | 5:24  |
| 4.  | No teu Olhar                                                    | Pedro Marques | Paulo Pereira, Pedro Marques                                                                               | 3:33  |
| 5.  | Ao Ritmo do Mundo                                               | Daniela Varela | Daniela Varela,Ana Sofia Campeã, Jorge Marques, José Camacho, Paulo Pereira, Pedro Marques, Rolando Amaral | 3:31  |
| 6.  | Prélude / Maria                                                 | Daniela Varela / La seconde partie de la musique (Maria) est une adaptation du poème "Respiro o Teu Corpo" de Eugénio de Andrade | Daniela Varela,Ana Sofia Campeã, Jorge Marques, José Camacho, Paulo Pereira, Pedro Marques                 | 4:33  |
| 7.  | Obrigado                                                        | Pedro Marques | Paulo Pereira, Pedro Marques                                                                               | 4:31  |
| 8.  | Signo Solar                                                     | Daniela Varela | Daniela Varela,Ana Sofia Campeã, Jorge Marques, José Camacho, Paulo Pereira, Pedro Marques, Rolando Amaral | 5:04  |
| 9.  | Tons de Limão                                                   | Daniela Varela | Daniela Varela,Ana Sofia Campeã, Jorge Marques, José Camacho, Paulo Pereira, Pedro Marques, Rolando Amaral | 4:18  |
| 10. | Adeus                                                           | Adaptation du poème "Adeus" de Eugénio de Andrade                                                                                | Paulo Pereira, Pedro Marques, Rui Sá Ferreira                                                              | 4:37  |
| 11. | A Princesa                                                      | Adaptation de "Tempo da Lenda das Amendoeiras" de José Carlos Ary dos Santos                                                     | Paulo Pereira, Pedro Marques                                                                               | 4:33  |
| 12. | Drave                                                           | Maria José Guimarães | Paulo Pereira, Pedro Marques, Rui Sá Ferreira                                                              | 4:31  |
| 13. | Despertar                                                       | "Despertar" de Miguel Torga | Pedro Marques e Paulo Pereira                                                                              | 6:01  |
| 14. | Obrigado (dueta Paulo de Carvalho) (Piste Bonus)                | | | 4:42  |
| 15. | Todas as Ruas do Amor (versão Festival da Canção) (Piste Bonus) | | | 3:03  |